# 巴雷拉斯
巴雷拉斯（葡萄牙語：Barreiras）是巴西巴伊亚州的一个市镇。，是该州西部地区最重要的城市、政治、科技和经济中心。其经济以畜牧业和农业为基础。近年来，该市经济蓬勃发展，是巴伊亚州乃至巴西发展最快的城市之一。 总面积7895.241平方公里，总人口155519人，人口密度20.63人/平方公里。

## 地理

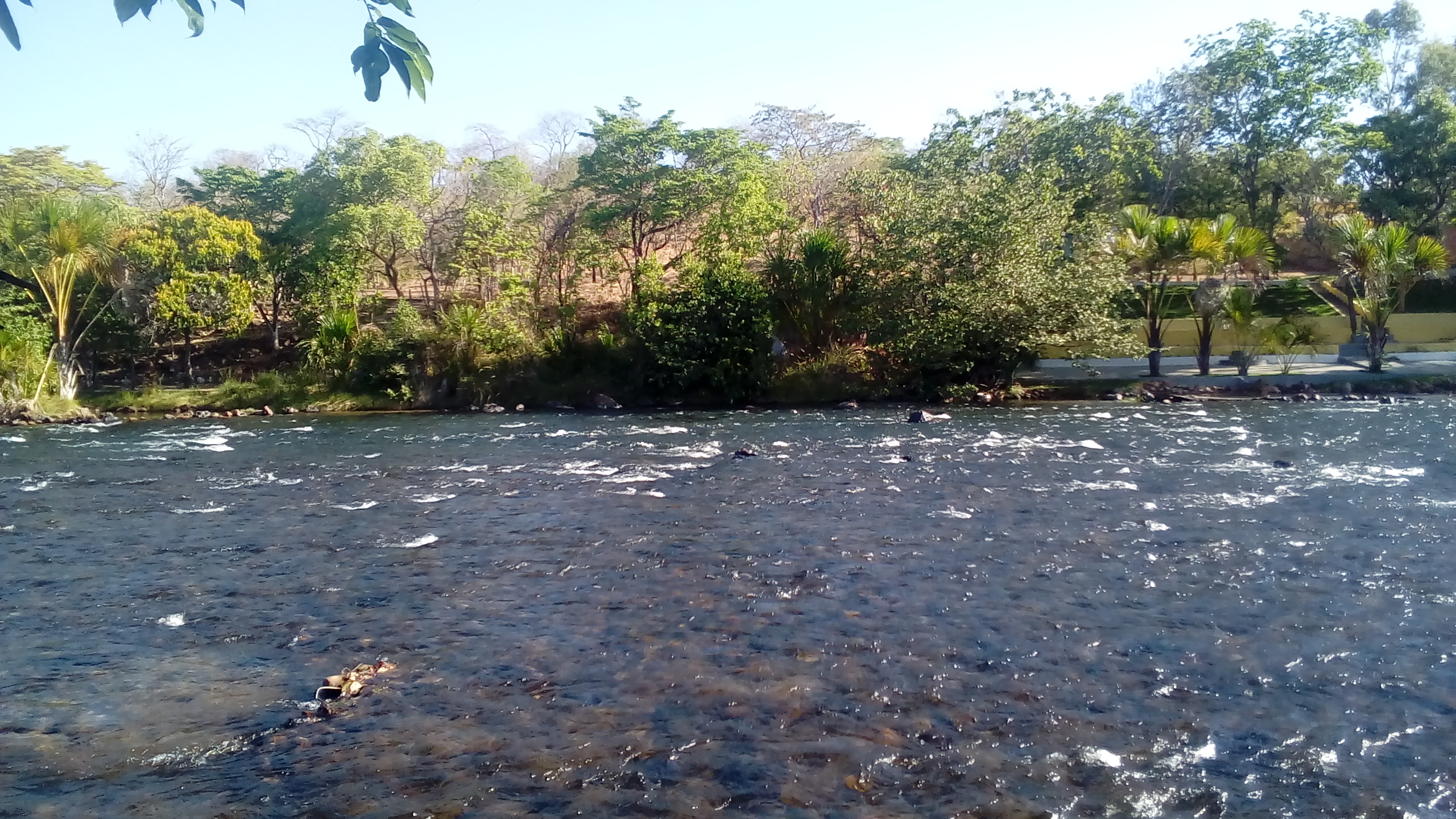
由于巴雷拉斯气候炎热，里奥德翁达斯 (Rio de Ondas) 是一个旅游胜地，许多想要放松身心并享受自然风光的游泳者都会来这里游玩。

巴雷拉斯距州首府萨尔瓦多853 公里，距联邦首都巴西利亚 622 公里。该市人口约 15.7 万，分布在 7,989 平方公里的土地上，是该国北部、东北部和中西部之间的重要公路枢纽。连接巴西利亚和萨尔瓦多的主要公路（从巴西利亚到巴雷拉斯的 BR 020 和从巴雷拉斯到萨尔瓦多的 BR 242）都经过巴雷拉斯。该市还拥有一个机场，每天都有航班飞往巴西利亚、萨尔瓦多和圣保罗。该市没有铁路连接。
地理位置上，该市位于格兰德河流域，该河流向东北流入圣弗朗西斯科河。其他几条大河——里约热内卢河、昂达斯河和布兰科河——都流经该市。

## 历史
尚不清楚是谁建立了巴雷拉斯。没有记录第一批居民，无论是欧洲人还是美洲印第安人。阿克罗阿斯人和查克里亚巴斯人是居住在伊阿苏阿河沿岸的部落，伊阿苏阿是他们给格兰德河起的名字。他们很快就因疾病或战争而消失。已知的是，那里有一些牧场，有些大到与葡萄牙的地区一样大。
牛群促使第一批定居者进入这些充满敌意的地区，大群牛开始进入未经开发的土地，河流清澈。圣弗朗西斯科河首次将探险者带到了广阔的内陆。在格兰德河与圣弗朗西斯科河的交汇处，一个名为巴拉斯的小定居点扎根了。到 1600 年，探险者已经沿着格兰德河向上游前进，直到被岩石阻挡前进。在这些岩石（葡萄牙语中为“barreiras”）下面，一个小社区开始了。格兰德河可以通航小船，商人很快就来到该地区，为畜牧业和牧场提供支持。这个村庄成为一个农业中心，生产烟草、豆类、玉米和木薯。这些产品与糖蜜、朗姆酒、木薯粉和皮革一起出口，而欧洲商品、煤油和咖啡则进口——所有的贸易都是通过河流进行的。
到 1850 年，这里已有一群小屋为抵达河流的船只提供物资。这里被称为圣若昂德巴雷拉斯。到 1880 年，这里仍然只是一个由树枝和土坯搭建的 20 间小屋组成的村庄。附近的曼加贝拉森林资源丰富，树液可用于生产橡胶，这也是该镇发展的一个因素。橡胶顺流而下运往萨尔瓦多。
又过了十年的繁荣，1891 年，它成为了安吉拉市的一个区。1901 年，它成为了一个维拉，市政府的领土从安吉拉划出。1902 年，它终于获得了城市的地位，当时有 630 多座房屋和 2,500 名居民。
1928 年，巴伊亚州的第二座水电站在巴雷拉斯建成。工业开始涌入该地区。几十年来几乎停滞不前的城市现在有了包装厂、稻米和棉纺厂、纺织厂和制革厂。1943 年，巴西银行的一家分行开业，这是该市的第一家银行。
巴雷拉斯的经济繁荣一直持续到 1964 年。那一年，发电厂关闭，城市陷入混乱。由于河流无法通航，机场关闭，没有交通工具，这座城市与世隔绝了近十年，直到萨尔瓦多/巴西利亚高速公路完工。不久之后，该地区获得了政府资助的 灌溉项目，城市开始再次发展。
从 20 世纪 70 年代至今，该市的人口从 20,864 人增加到 120,000 人，经历了重大变革。它获得了公共和私人投资，改变了社会和经济状况。1990 年后，密集的农业活动几乎改变了所有经济和社会部门。
1979 年，该市成为罗马天主教巴雷拉斯教区的所在地。

## 经济

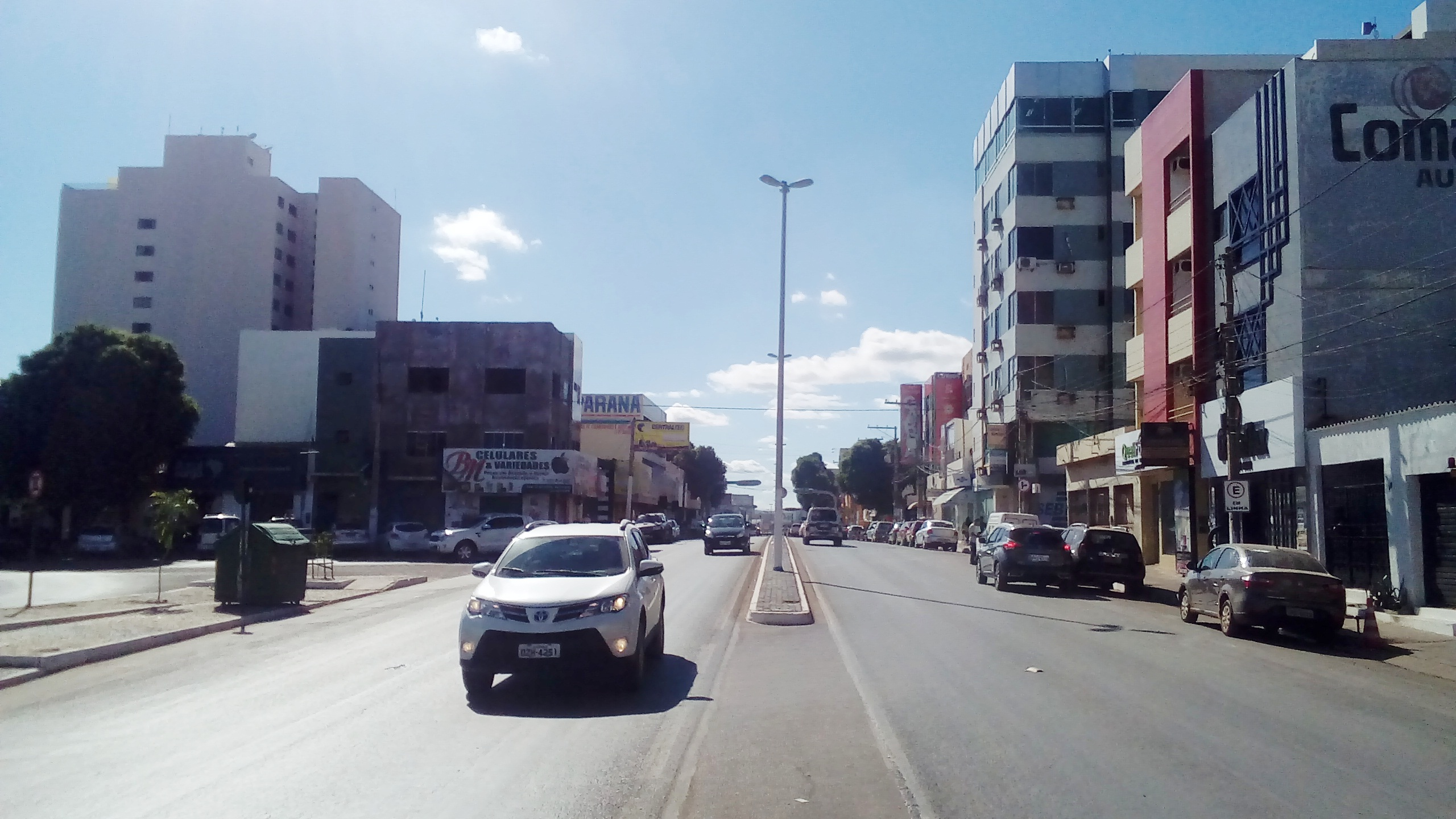
巴雷拉斯市中心贝内迪塔西尔维拉街

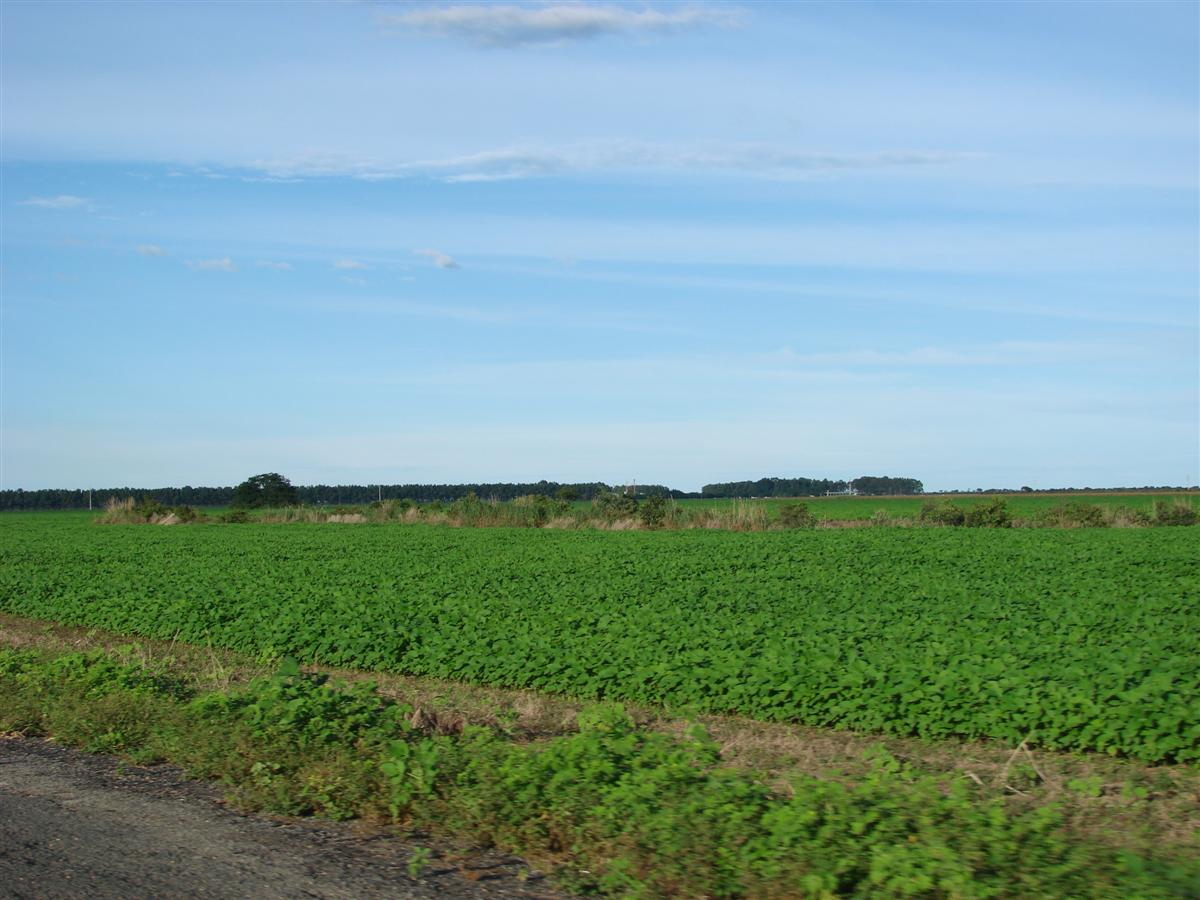
大豆种植园

巴雷拉斯主要生产谷物（大豆和玉米）、咖啡、棉花和水果，同时还饲养牛。
灌溉、平坦的地形和干燥的气候（旱季和雨季分明）使巴雷拉斯成为农业的领军者。大部分灌溉都是通过中央枢轴灌溉系统进行的。
在总种植面积10,000平方公里中，大豆占67％。900家生产商种植了6,900平方公里，产量为150万吨，占全国产量的4.5％。2003年总种植面积为1455.86平方公里。种植面积中的其他作物：
- 玉米：313.19平方公里
- 米：134.11平方公里
- 棉花：136.53平方公里
- 甘蔗：4.2平方公里
- 豆类：45.5平方公里
- 木薯：55公里2
- 高粱：24平方公里

数据来自IBGE
巴雷拉斯已成为巴西咖啡种植的替代地区。自八年前引入咖啡以来，种植面积已超过 40.89 平方公里。该地区有 1,000 平方公里的潜在灌溉咖啡种植面积，其中 500 平方公里有中央枢纽，可轻松适应种植咖啡。2003 年的产量为 11,249 吨。
灌溉水果取得了优异的成绩，在国内和国际市场上具有竞争力。主要水果有木瓜、芒果、柠檬和橙子、番石榴和椰子。产品不仅供应国内市场，柠檬、芒果和木瓜还出口到欧洲和加拿大。水果种植面积为：
- 木瓜：5.3公里2
- 芒果：1.2公里2
- 椰子: 2.89平方公里
- 番石榴：0.28平方公里
- 橙子：1.33平方公里
- 柠檬：1.35公里2
- 橘子: 0.55平方公里
- 葡萄：0.05平方公里

随着农业的发展，传统的养牛方式在 20 世纪 90 年代被高科技的使用所取代，包括在改良区域种植牧场、饲养更高产的品种、使用矿物质补充剂维持牛群、定期接种疫苗以及使用胚胎移植和人工授精等现代技术来改善遗传质量、圈养和半圈养、生产早期小母牛和使用枢轴灌溉的牧场。
该地区的牛群数量估计为 55,215 头。其中肉牛占 70%，其余 30% 为奶牛。

## 基础设施
巴雷拉斯拥有一家转播电视台、三家广播电台和多家报纸。有 27 个邮局和 22,000 个电话终端。学校系统内有 194 所学校和三所大专院校。有一家拥有 168 张病床的地区医院。
该地区由两座水电站供电，一座是装机容量为 8,000 千瓦的 Correntina 水电站，另一座是装机容量为 10,000 千瓦的 Alto das Fêmeas 水电站，电网拥有 1,200 条输电线路、19 个变电站和 85,547 名城乡消费者。
联邦公路BR-242连接巴雷拉斯，向东通往州首府萨尔瓦多，向西通往路易斯·爱德华多·马加良斯镇的BR-020高速公路，从那里可以向西南前往国家首都巴西利亚，或向东北前往特雷西纳和福塔莱萨。该市还有巴雷拉斯机场（IATA：BRA，ICAO：SNBR），有定期航班飞往萨尔瓦多、巴西利亚和其他巴西城市。

## 旅游景点
- 阿卡巴维达斯瀑布- 由里约热内卢河水形成，落差 36 米，周围长满茂盛的蕨类植物和多年生树木，雾气弥漫。
- 雷东多瀑布- 沿着长满棕榈树和茂密森林的小路，游客可以到达这座由里约热内卢形成的瀑布。瀑布落下后形成一汪清澈的湖水。
- 格兰德河 - 穿过巴雷拉斯市，是圣弗朗西斯科河左岸最长的支流。从该市到巴拉有 551 公里的可通航水域，格兰德河在巴拉与圣弗朗西斯科河汇合。
- 里约热内卢 - 它发源于塞拉杰拉尔附近的巴雷拉斯市，穿过稀树草原和山谷，形成多个水池以及阿卡巴维达斯瀑布和雷东多瀑布，直至汇入布兰科河。
- 布兰科河- 发源于巴雷拉斯市的杰拉尔山脉附近。它流入格兰德河，距市中心几公里。
- Rio de Ondas - 河水清澈，是该市的主要休闲区之一。最重要的俱乐部、度假村和小农场都位于河岸边。由于湍急和海浪，这里得名，游客们经常乘坐独木舟或轮胎顺流而下。